# Heligmomerus australis
Espèce
Heligmomerus australis est une espèce d'araignées mygalomorphes de la famille des Idiopidae.

## Distribution
Cette espèce est endémique du Tamil Nadu en Inde,. Elle se rencontre dans le district de Tirunelveli vers le Pothaimalai.

## Description
La femelle holotype mesure 28,74 mm.

## Systématique et taxinomie
Cette espèce a été décrite par Khandekar, Thackeray, Pawar, Waghe et Gangalmale en 2025.

## Publication originale
- Khandekar, Thackeray, Pawar, Waghe & Gangalmale, 2025 : « A new species of trapdoor spider (Araneae: Idiopidae: Heligmomerus) from the southern tip of India. » Taprobanica, vol. 14, no 1, p. 39-47.